# Benllech

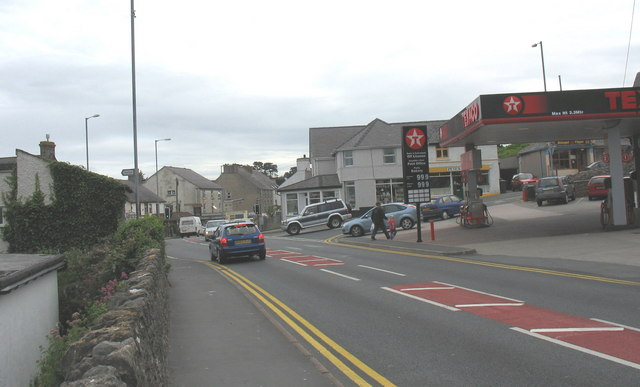
Gata i centrala Benllech.

Benllech är en ort på ön Anglesey, i kommunen Isle of Anglesey, i Wales, och är bland annat känd för sin väbesökta strand. Befolkningen uppgick till 2 306 invånare vid folkräkningen 2001, på en yta av 0,99 kvadratkilometer.
Benllech är en populär semesterdestination, framför allt för familjer. På orten finns flera hotell, campingplatser och vandrarhem.